# Coste por uso
Coste por uso hace referencia a la contratación de servicios en la que únicamente se paga por el consumo realizado del mismo, consiguiendo que muchos de los costes que eran fijos se conviertan en variables.
Actualmente esta tendencia está muy presente en las empresas de servicios de TI, siendo el precedente, y que sirve de ejemplo a la definición, las empresas de venta de máquinas fotocopiadoras que cobraban x céntimos de euro por copia realizada.
Se cree que esta tendencia se implementará en otros sectores ante la importancia actual de no tener estructuras empresariales demasiado pesadas, externalizando y "variabilizando" cuantos más gastos mejor.
- Datos: Q5790118